# Афазия Брока
Афа́зи́я Брока́ (эффере́нтная мото́рная афа́зи́я) — расстройство речи (афазия), вызванное поражением двигательного речевого центра (центра Брока).

## Симптомы
- Распад грамматики высказывания (аграмматизм): больному трудно пользоваться грамматически значимыми предлогами и артиклями, он путается во временах и падежах, ему сложно переключаться с одного слова или слога на другое вследствие инертности речевых стереотипов.
- Аномия: больному трудно искать нужные слова, он пытается заменять их синонимами, пытаясь сохранить смысл сказанного, что приводит к косноязычию и общему замедлению речи[1]
- Затрудненная артикуляция: звуки бывают расположены в неверном порядке.